# 메레츠
메레츠(히브리어: מרצ)는 이스라엘의 좌익 정당으로, 1992년 설립되었다. 메레츠는 히브리어로 "활력"을 뜻한다. 2015년 총선거 결과, 이스라엘은 우리의 집, 유대교 토라 연합에 이어 제9당이다.